# Abora
Abora o Ibru è una divinità africana degli abitanti delle Isole Canarie, adorata soprattutto nell'isola di La Palma. Era adorata dai Guanci, che forse la collegavano al dio Magec.
Abora vive nei cieli ed è considerato il dio supremo di "tutte le cose".